# Кубок Европейской конфедерации волейбола среди женщин 1986/1987
7-й розыгрыш Кубка Европейской конфедерации волейбола (ЕКВ) среди женщин проходил с 1 ноября 1986 по 15 февраля 1987 года с участием 22 клубных команд из 14 стран-членов Европейской конфедерации волейбола. Победителем турнира стала итальянская команда «ЧИВ э ЧИВ» (Модена).

## Команды-участницы
| Страна       | Команда                            |
| ------------ | ---------------------------------- |
| Австрия      | «Гунтрамсдорф» (Гунтрамсдорф)      |
| Бельгия      | «Дебик» (Зонховен)                 |
| Бельгия      | «Темсе» (Темсе)                    |
| Греция       | «Арис» (Салоники)                  |
| Греция       | «Ионикос» (Неа-Филаделфия)         |
| Израиль      | «Хапоэль» (Кфар-Сава)              |
| Италия       | «Йоги» (Анкона)                    |
| Италия       | «ЧИВ э ЧИВ» (Модена)               |
| Нидерланды   | АМВЙ (Амстелвен)                   |
| Нидерланды   | «Схиппер-Мартинус» (Амстелвен)     |
| Норвегия     | «Берген СИ» (Берген)               |
| Португалия   | «Боавишта» (Порту)                 |
| Португалия   | «Витория» (Гимарайнш)              |
| Турция       | «Рутоспор» (Анкара)                |
| Турция       | «Эмлякбанк» (Анкара)               |
| Финляндия    | «Песя Вейкот» (Йювяскюля)          |
| Франция      | «Расинг Клуб де Франс» (Париж)     |
| Франция      | «Сент-Андре» (Сент-Андре-ле-Лилль) |
| ФРГ          | «Рудов» (Западный Берлин)          |
| ФРГ          | «УСК Мюнстер» (Мюнстер)            |
| Чехословакия | «Славия» (Прага)                   |
| Югославия    | «Вуковар» (Вуковар)                |
| Югославия    | «Црвена Звезда» (Белград)          |

## Система проведения розыгрыша
Турнир состоит из трёх раундов плей-офф и финального этапа. В раундах плей-офф команды делятся на пары и проводят между собой по два матча с разъездами. Победителем пары выходит команда, одержавшая две победы. В случае равенства побед победителем становится команда, имеющая лучшее соотношение партий по сумме обоих матчей. В случае равенства и этого показателя в дальнейшую стадию плей-офф выходит команда, имеющая лучшее соотношение игровых очков (мячей) по сумме матчей.
8 команд-участниц четвертьфинала плей-офф определяют четырёх участников финального этапа.
Финальный этап состоит из однокругового турнира, по результатам которого определяется итоговая расстановка мест.

## 1-й раунд
ноябрь 1986
 «Сент-Андре» (Сент-Андре-ле-Лилль) —  «Йоги» (Анкона)
1 ноября. 0:3.
8 ноября. 0:3.
 «Славия» (Прага) —  «Рутоспор» (Анкара)
2 ноября. 3:0.
3 ноября. 3:0.
 «Хапоэль» (Кфар-Сава) —  АМВЙ (Амстелвен)
2 ноября. 0:3 (3:15, 2:15, 3:15).
9 ноября. 0:3 (6:15, 4:15, 0:15).
 «Берген СИ» —  «Песя Вейкот» (Йювяскюля)
2 ноября. 0:3 (6:15, 7:15, 4:15).
8 ноября. 1:3 (2:15, 12:15, 15:12, 12:15).
 «Вуковар» —  «Арис» (Салоники)
.. ноября. 3:0.
9 ноября. 3:1.
 «Дебик» (Зонховен) —  «Витория» (Гимарайнш)
1 ноября. 3:0.
9 ноября. 3:1 (11:15, 15:8, 16:14, 15:8).
 «Гунтрамсдорф» —  «Рудов» (Западный Берлин)
2 ноября. 0:3.
8 ноября. 0:3.
От участия в первом раунде освобождены:
| «Темсе» «Ионикос» (Неа-Филаделфия) «ЧИВ э ЧИВ» (Модена) «Схиппер-Мартинус» (Амстелвен) «Боавишта» (Порту) | «Эмлякбанк» (Анкара) «Расинг Клуб де Франс» (Париж) «УСК Мюнстер» «Црвена Звезда» (Белград) |

## 1/8 финала
декабрь 1986
 «Дебик» (Зонховен) —  «ЧИВ э ЧИВ» (Модена)
6 декабря. 0:3.
.. декабря. 0:3 (1:15, -:15, 3:15).
 «Расинг Клуб де Франс» (Париж) —  «Славия» (Прага)
6 декабря. 3:1 (15:6, 15:13, 9:15, 15:5).
13 декабря. 3:0 (15:8, 15:4, 15:7).
 «УСК Мюнстер» —  «Схиппер-Мартинус» (Амстелвен)
6 декабря. 1:3 (8:15, 14:16, 15:9, 8:15).
13 декабря. 3:0 (15:7, 15:12, 16:14).
 «Эмлякбанк» (Анкара) —  «Црвена Звезда» (Белград)
7 декабря. 3:2.
.. декабря. ?:?
 «Йоги» (Анкона) —  «Ионикос» (Неа-Филаделфия)
13 декабря. 3:-
14 декабря. 3:-
 «Вуковар» —  «Боавишта» (Порту)
Отказ «Боавишты».
 «Песя Вейкот» (Йювяскюля) —  АМВЙ (Амстелвен)
6 декабря. 0:3 (10:15, 0:15, 7:15).
13 декабря. 1:3.
 «Темсе» —  «Рудов» (Западный Берлин)
6 декабря. 1:3.
.. декабря. ?:?

## Четвертьфинал
январь 1987
 «Расинг Клуб де Франс» (Париж) —  «ЧИВ э ЧИВ» (Модена)
14 января. 1:3.
21 января. 0:3.
 «Црвена Звезда» (Белград) —  «УСК Мюнстер»
14 января. 1:3.
21 января. 0:3.
 «Йоги» (Анкона) —  «Вуковар»
14 января. 3:0 (15:3, 15:11, 15:0).
21 января. 3:0 (15:8, 15:8, 15:8).
 АМВЙ (Амстелвен) —  «Рудов» (Западный Берлин)
14 января. 3:0 (15:12, 15:4, 15:3).
21 января. 0:3 (14:16, 12:15, 7:15). Соотношение игровых очков по сумме двух матчей — 80:65.

## Финальный этап
13—15 февраля 1987.  Анкона.
Участники:
 «Йоги» (Анкона)

 «ЧИВ э ЧИВ» (Модена)

 АМВЙ (Амстелвен)

 «УСК Мюнстер» (Мюнстер)

### Результаты
| М | Команда              | 1   | 2   | 3   | 4   | И | В | П | С/П | О |
| - | -------------------- | --- | --- | --- | --- | - | - | - | --- | - |
| 1 | «ЧИВ э ЧИВ» (Модена) |     | 3:0 | 3:- | 3:1 | 3 | 3 | 0 | 9:- | 6 |
| 2 | «УСК Мюнстер»        | 0:3 |     | 3:1 | 3:1 | 3 | 2 | 1 | 6:5 | 5 |
| 3 | «Йоги» (Анкона)      | -:3 | 1:3 |     | 3:0 | 3 | 1 | 2 | -:6 | 4 |
| 4 | АМВЙ (Амстелвен)     | 1:3 | 1:3 | 0:3 |     | 3 | 0 | 3 | 2:9 | 3 |

13 февраля
 «УСК Мюнстер» —  АМВЙ
3:1 (15:9, 15:12, 13:15, 15:2).
 «ЧИВ э ЧИВ» —  «Йоги»
3:-
14 февраля
 «Йоги» —  АМВЙ
3:0 (15:6, 15:4, 15:9)
 «ЧИВ э ЧИВ» —  «УСК Мюнстер»
3:0 (15:12, 15:9, 15:12)
15 февраля
 «ЧИВ э ЧИВ» —  АМВЙ
3:1 (15:5, 12:15, 15:2, 15:4)
 «УСК Мюнстер» —  «Йоги»
3:1 (15:13, 7:15, 15:11, 15:11)

### Итоги

#### Положение команд
| «ЧИВ э ЧИВ» (Модена)    |
| «УСК Мюнстер» (Мюнстер) |
| «Йоги» (Анкона)         |
| 4. АМВЙ (Амстелвен)     |